# Internace Irgunu a Lechi v Africe

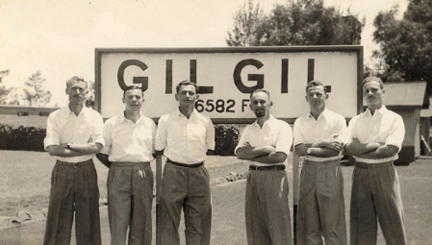
Me'ir Šamgar (vpravo) vedle Šmuela Tamira a dalších zadržených osob v Gilgilu

V letech 1944 až 1948 byli příslušníci Irgunu a Lechi, kteří byli do té doby bez soudu drženi v internačním táboře v Latrúnu, deportováni správou britského mandátu v Palestině do internačních táborů v Africe, které se nacházely v Sembelu (poblíž Asmary v Eritreji), Kartágu (v Súdánu) a Gilgilu (severně od Nairobi v Keni). Tito lidé byli dva měsíce po vyhlášení izraelské nezávislosti (14. května 1948), tedy v červenci 1948 propuštěni.
Britský deník BBC přirovnal tuto internaci židovských radikálů k věznění muslimských teroristů na americké základně Guantanamo.

## Deportace

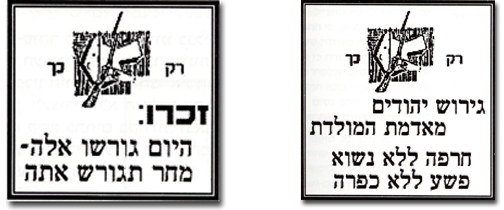
Plakáty Irgunu.
Vlevo: „Pamatuj: Dnes jsou to oni, zítra to můžeš být ty, kdo bude deportován.“
Vpravo: „Vyhnání Židů z jejich vlasti – nepředstavitelná ostuda, neodpustitelný zločin.“

### Rozhodnutí
Rozhodnutí deportovat členy podzemních organizací do Afriky učinili Britové jako reakci na radikalizaci jejich aktivit a doporučení vedoucího tajemníka, který zastupoval vysokého komisaře Johna Shawa. Vliv na toto rozhodnutí mělo i několik úspěšných útěků z Latrúnu a logický fakt, že šance návratu z Afriky by byla menší. Britové zároveň věřili, že deportace budou mít silný odstrašující dopad. Zastánci rozhodnutí se nicméně nedomnívali, že by deportace mohla být náhradou za politické řešení rozdělení Palestiny, avšak doufali, že tím dojde k oslabení síly radikálních podzemních organizací, což by umožnilo umírněným židovským silám podpořit kompromisní řešení.

### Realizace
Deportace, která měla kódový název „operace Sněhová koule“ (anglicky: Operation Snowball), byla s rychlostí a překvapením provedena 19. října 1944. Zadržované osoby byly přemístěny na paluby letadel. První vlna čítala 251 osob a nakonec celkem 439 mužů; přibližně polovina všech zadržovaných příslušníků podzemních hnutí byla deportována. Podle odhadů činilo 60 % deportovaných příslušníky Irgunu, 30 % příslušníky Lechi a zbytek byl neutrální.
Radikální podzemní hnutí na deportace zareagovala důrazně, odsoudila je jako nacistické chování a měla v úmyslu bojovat za návrat deportovaných. Ve skutečnosti atentát na lorda Moyna provedený příslušníky Lechi (E. Bejt Curi a E. Chakim), který byl reakcí na britská odvetná opatření, včetně deportace, přinesl takzvanou „Loveckou sezónu.“ Protest institucí jišuvu byl slabý, pokud vůbec nějaký. To mezi zadržovanými vyvolalo podezření, že by Židovská agentura mohla být do deportačních plánů zapojena.

### Právní bitva
Členové Irgunu, v čele s Arje Ben Eliezerem se odvolali k Nejvyššímu soudu. Ten jejich tvrzení z části uznal a poznamenal, že provedení deportace bylo neoprávněné, avšak že zatčení bylo i přesto legitimní, jelikož bylo vykonáno z rozkazu eritrejské vlády. Navzdory právním překážkám se jednalo o morální vítězství, které vyvolalo nesouhlas místních novin s deportací. Většina zadržených nebyla souzena a byla internována na základě mimořádných nařízení, podle kterých mohli být zatčeni na základě pouhého podezření, což bylo něco, co bylo v britské interní komunikaci kritizováno i samotnými Brity.

## Podmínky internace

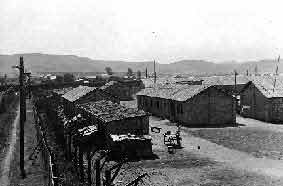
Tábor Gilgil

Podmínky v táboře Sembel nebyly horší než ty v Latrúnu, navzdory nedostatku mnoha praktických a pohodlných prostředků, od knih po oblečení a zubní kartáčky. Pro národní hrdost a z náboženských a provokačních důvodů trvali zadržení na košer potravinách. Nakonec se dočkali košer masa, které jim bylo přivezeno z židovské komunity v Chartúmu.
Horší podmínky byly v táboře Kartágo, kam se deportovaní, většinou kvůli teplu a nedostatku vody, dostali počátkem roku 1945. Představitelům jišuvu, kteří se za zadržované přimlouvali, bylo řečeno, že stížnosti jsou zcela smyšlené. Zadržovaní zůstali v kartágském táboře po devět měsíců a poté byli převezeni zpátky do tábora Sembel.
Podmínky nebyly lepší ani ve třetím táboře Gilgil, kde byli zadržovaní od března 1947. Bývalé vojenské vězení skýtalo temné a dusivé cely se spoustou komárů a splaškových vod. Stav vězňů se zlepšil až po jejich vzpouře, kdy zdemolovali zeď, která zakrývala kanalizaci, což přesvědčilo velitele tábora o nutnosti zlepšení podmínek.
Britové podporovali rozsáhlou vzdělávací činnost, včetně hodin jazyků pořádaných 
Uzzi Ornanem, jedním ze zadržovaných. Jiní, včetně Me'ira Šamgara a Šmuela Tamira, korespondenčně studovali právo na britských univerzitách.

### Krvavý incident
Vztahy mezi zadržovanými a velením tábora byly obecně dobré, až na jednu významnou výjimku. Dne 17. ledna 1946 zastřelil súdánský voják v sembelském táboře dva z vězňů. Incident začal, když jeden vězeň odmítl po rozkazu odstoupit od plotu a byl zastřelen. Stráže zdržovaly jeho odvoz do nemocnice a ostatní vězni prolomili brány. Stráž zahájila palbu a dva z nich zabila. Z důvodů, které zůstávají neznámé, Britové odmítli těla obou převést k pohřbu do země izraelské (mandátní Palestiny). K převozu ostatků a pohřbu tak došlo až po založení Izraele.
Jišuv byl rozzuřený a požadoval jmenování vyšetřovací komise, avšak britská armáda trvala na tom, že se stráže zachovaly správně. Rabi Jicchak ha-Levi Herzog byl do tábora nakonec vyslán jako zprostředkovatel, avšak jeho činnost byla více přijatelná a uspokojující pro Brity než pro vězněné.

## Pokusy o útěk

### První pokusy
První pokus o útěk byl v Sembelu v lednu 1945. Tři zadržení se schovali na atletickém hřišti, a když v noci stráže odešly, utekli do Asmary. Při útěku se jim pokusil pomoci člověk z místní židovské komunity, ale prchající byli chyceni na britském kontrolním stanovišti, když cestovali autobusem směrem ke státní hranici.
Druhý pokus se odehrál v březnu 1945 v Kartágu. Tři příslušníci Lechi utekli do kopců, ale jelikož neměli útěk naplánovaný, byli bezprostředně poté chyceni.
Třetí pokus v září 1945 byl pečlivě naplánován. Tři muži, včetně Jicchaka Šamira a Ja'akova Meridora, který byl tak dychtiv útěku, že se ani nepokusil využít své vyšší pozice v Irgunu, aby se stal vůdcem tábora, se ukryli do vodních nádrží a uplatili súdánského řidiče, aby je odvezl. Cestovali přes celý Súdán za použití padělaných certifikátů britské zpravodajské služby. Certifikáty vyvolaly podezření až u průvodčího v Chartúmu, který zavolal policii, která uprchlíky chytila šest dní po jejich útěku.

### Pokusy v Asmaře
Čtvrtý pokus se uskutečnil v listopadu 1945 v Sembelu. Byl relativně spontánní a založený především na důvěře v pomoc místní židovské komunity. Jejich důvěra se vyplatila a dva uprchlíci odjeli do Etiopie převlečeni za arabské ženy. Tam však byli zatčeni a umístěni v etiopských věznicích. Etiopský císař Haile Selassie I. byl pod tlakem Britů i Židů a nakonec souhlasil s jejich navrácením Britům, možná v rámci výměny za uvězněného člena císařské rodiny. Třetí uprchlík zůstal v Eritreji a byl rovněž chycen. Čtvrtý uprchlík Elijahu Lankin, který dále využíval místních Židů, byl uvězněn v Addis Abebě, avšak posléze byl na přímluvu císaře propuštěn. Na počátku roku 1947 byl jediný z uprchlíků, který se dostali před rokem 1948 do Evropy.
Pátý pokus, který se uskutečnil v červenci 1946 v Asmaře, byl masový. Byly vykopány dva hluboké tunely. Celkem 54 ze 150 zajatců, kteří měli uprchnout, bylo rozděleno do dvou skupin. Jednu vedl Meridor a druhou Šlomo Lev-Ami. První putovala Etiopií oděna do pečlivě připravených britských uniforem. Druhá zůstala schovaná v Asmaře. První skupinu zakrátko dopadli. Dodrželi svůj slib a nebránili se. Druhá skupina se zvládla skrýt na delší dobu. Pět jejích členů, včetně Šamgara, se pokusilo ukrýt na ropném tankeru, ale byli chyceni. Britům se povedlo vystopovat více z nich přes místní židovskou komunitu. Někteří však zůstali na svobodě.
Šestého pokusu, který se uskutečnil v září 1946 v Sembelu, se opět zúčastnil Meridor a zajatec z řad Irgunu. Utéct se jim podařilo rozšířením děr ve stropech. Po útěku vyhledali zbývající uprchlíky z pátého pokusu o útěk. Všichni však byli nakonec dopadeni britskou zpravodajskou službou.

### Sedmý pokus
Tento pokus provedený v Sembelu, využil povrchového zablokování jednoho z tunelů, jenž byl vykopán během pátého pokusu. Zajatci vykopali krátký tunel, aby tento blok obešli. V pokusu o útěk se opět angažoval Meridor, tentokráte se čtyřmi kolegy, včetně Šamira. Jelikož již nebylo možné využít místních Židů, kontaktovali táborového rabína, italského Žida, Dr. Giuseppe Leviho. Ten jim pomáhal najít úkryt za poplatek u italských občanů v Asmaře.
Po více než měsíci skrývání dorazili po mnohém strádání do Addis Abeby. Dva z nich, Šamir a Ben Eliezer, se vydali do Džibutska, s žádostí o pomoc místního rabína. Po příjezdu je však již očekávali britští policisté, avšak Francouzi, jejichž zámořským územím Džibutsko od roku 1946 bylo, nebyli ochotni je vydat, a tak použili padělané jihoamerické certifikáty, aby požadovali jejich propuštění. Díky vynikajícím kontaktům Irgunu na francouzskou vládu byli nakonec převezeni do Francie a v květnu 1948 byli propuštěni.
Zbylí byli v srpnu 1947 posláni zpět do tábora. Předtím se dlouhou dobu skrývali v Addis Abebě a byli chyceni těsně před vstupem do letadla pronajatého příznivci Irgunu, které mělo letět do Paříže.

### Osmý pokus
Osmý a poslední pokus se odehrál koncem března 1948 v Gilgilu. Tento pokus byl kontroverzní, vzhledem k předchozím neúspěchům, a i jeho podpora ze strany velitele Irgunu Menachema Begina byla vlažná.
V útěku se opět angažoval Meridor a jeho součástí mělo být hloubení tunelu. Za pomoci improvizovaného tiskařského stroje a encyklopedie Larousse byly vytvořeny padělky pasů Salvadoru a Hondurasu, odkud byly pořízeny přesné repliky jejich státních symbolů. Známky byly vyrobeny z gumy. Plán rovněž zahrnoval podporu ze strany dvou rabínů, zajatce Davida Kahaneho a johannesburgského rabína Levi Rabinowitze, který pašoval důležité informace.
Poté, co přelezli plot, na ně na druhé straně plotu čekalo auto, které je odvezlo do Ugandy. Odtamtud odešli do Belgického Konga. Odtud již bez problémů odletěli do Bruselu a počátkem dubna bylo volných zhruba 6 členů Irgunu.
Byl plánován další pokus o útěk, avšak byl zmařen poté, co byl zveřejněn úspěch předchozího pokusu o útěk. Britská správa, která si nebyla vědoma toho, že uprchlíci jsou již v bezpečí v Evropě, provedla razii v Keni.

## Návrat do Izraele
Navzdory záměru opustit Palestinu se Britové ještě ke konci roku 1947 zdráhali propustit zadržované osoby. Odpovědné úřady byly znepokojeny z toho, že by mohli zaútočit na odcházející britskou správu ze zálohy, pokud Britové nedodrží svůj slib poté, co boje skončí.
Dokonce i po vyhlášení nezávislosti Britové stále odkládali propuštění zajatců, a to navzdory jejich protestům. Mezi udávané důvody, proč dotyčné není možné propustit, patřilo dodržení pravidel příměří, která obsahovala zákaz vstupu mladých mužů způsobilých vojenské služby. Další problém vznikl z potřeby přesunout je přes Suezský průplav přes Egypt, který však neměl žádný důvod takovýto přesun povolit. Dalším faktorem, který mohl rozhodnutí o propuštění ovlivnit, byla proarabská politika ministerstva zahraničí a Commonwealthu. Naproti tomu keňský guvernér trval na propuštění Židů z jeho země, neboť se obával možných nepokojů.
Nakonec to byl Folke Bernadotte, kdo rozhodl, že návrat zajatců nebude porušovat příměří. Navzdory aféře Altalena židovská správa jednohlasně podporovala návrat židovských zajatců, ačkoliv například Moše Šaret nevylučoval možnost, že by bezprostředně po příjezdu byli zajatci uvězněni, neboť se obával, že by mohli chtít svrhnout vládu.
Konečné rozhodnutí udělal Samuel Segal. Dne 9. července 1948 tak vyplula loď se zajatci směrem do Izraele, kam dorazila o  tři dny později. Dotyční nebyli přivítáni žádnou slavnostní ceremonií a rychle se zapojili do války za nezávislost.
Před odjezdem byli zajatci požádání táborovým velitelem plukovníkem Ricem, aby prozradili umístění tunelu, kudy uprchlo sedm vězňů, včetně Šamira. Šmuel Tamir souhlasil, že umístění tunelu Ricovi prozradí, ale až po návratu do Izraele, neboť zajatci si nebyli jistí, že se do Izraele po propuštění dostanou a předvídali nebezpečí, že se opět dostanou do vězení. Po příjezdu do Izraele Šmuel Tamir svůj slib dodržel a poslal Ricovi dopis, v němž popsal umístění tunelu.